# Nekrassowka (Kaliningrad)
Nekrassowka (russisch Некрасовка, deutsch Nordenthal) ist ein Ort in der russischen Oblast Kaliningrad (Gebiet Königsberg (Preußen)). Er liegt im Südosten des Rajon Prawdinsk (Kreis Friedland (Ostpr.)) und gehört zur Gorodskoje posselenije Schelesnodoroschnoje (Stadtgemeinde Schelesnodoroschny (Gerdauen)).

## Geographische Lage
Nekrassowka liegt zwei Kilometer nördlich von Krylowo (Nordenburg) unweit der russischen Fernstraße A 197 (ehemalige deutsche Reichsstraße 139) an einer (unwegsamen) Nebenstraße, die von der A 197 über Panfilowo (Klonofken, 1938–1945 Dreimühl) nach Tscherkassowka (Wickerau) am Masurischen Kanal (russisch: Kanal Masurski) führt.
Bis 1945 war Nordenburg (russisch: Krylowo) eine Bahnstation an der Staatsbahnstrecke von Königsberg (Preußen) (russisch: Kaliningrad) über Löwenhagen (Komsomolsk) und Gerdauen (Schelesnodoroschny) nach Angerburg (heute polnisch: Węgorzewo) und der Kleinbahnstrecke von Insterburg (russisch: Tschernjachowsk) nach Nordenburg, betrieben von den Insterburger Kleinbahnen. Heute besteht kein Bahnanschluss mehr.

## Geschichte
Vor 1945 war das damals „Nordenthal“ genannte Dorf in die Stadt Nordenburg integriert und lag im Landkreis Gerdauen im Regierungsbezirk Königsberg der preußischen Provinz Ostpreußen. 1945 kam der Ort mit dem nördlichen Ostpreußen zur Sowjetunion und erhielt 1947 die Umbenennung in „Nekrassowka“.
Bis zum Jahre 2009 war Nekrassowka innerhalb der seit 1991/92 russischen Oblast Kaliningrad in den Krylowski sowjet (Dorfsowjet Krylowo (Nordenburg)) eingegliedert und ist seither – aufgrund einer Struktur- und Verwaltungsreform – eine als „Siedlung“ (possjolok) eingestufte Ortschaft innerhalb der Gorodskoje posselenije Schelesnodoroschnoje (Stadtgemeinde Schelesnodoroschny (Gerdauen)) im Rajon Prawdinsk.

## Kirche
Die überwiegend evangelische Bevölkerung von Nordenthal war bis 1945 in das Kirchspiel Nordenburg (russisch: Krylowo) eingepfarrt, das zum Kirchenkreis Gerdauen innerhalb der Kirchenprovinz Ostpreußen der Kirche der Altpreußischen Union gehörte. Die letzten deutschen Geistlichen vor 1945 waren die Pfarrer Alfred Kaminsky und Paul Terpitz.
Heute liegt Nekrassowka innerhalb der neugebildeten Kirchenregion Tschernjachowsk (Insterburg), die zur ebenfalls neugegründeten Propstei Kaliningrad in der Evangelisch-Lutherischen Kirche Europäisches Russland (ELKER) gehört. 